# Шелдон (Тексас)
Шелдон (енгл. Sheldon) насељено је место без административног статуса у америчкој савезној држави Тексас.

## Демографија
По попису из 2010. године број становника је 1.990, што је 159 (8,7%) становника више него 2000. године.
| Група             | 2000.         | 2010.         |
| Белци             | 1.114 (60,8%) | 557 (28,0%)   |
| Афроамериканци    | 50 (2,7%)     | 60 (3,0%)     |
| Азијати           | 1 (0,1%)      | 22 (1,1%)     |
| Хиспаноамериканци | 635 (34,7%)   | 1.325 (66,6%) |
| Укупно            | 1.831         | 1.990         |